# Shuhari
Shuhari (Shu, 守:しゅ: obedecer/proteger; Ha, 破:は: romper/modificar; Ri, 離:り: separar/superar) é o termo em artes marciais japonês que engloba o processo de aprendizagem e maestria de uma ou mais técnicas, obedecendo esta ordem: shu, ha, ri.
http://kenseikai.world.coocan.jp/engosie2.htm
http://www.aikidofaq.com/essays/tin/shuhari.html